# همیلتون فیش
همیلتون فیش (به انگلیسی: Hamilton Fish) سناتور سابق عضو حزب جمهوری‌خواه ایالات متحده آمریکا بود. وی در سال ۱۸۵۱ تا ۱۸۵۶ و ۱۸۵۶ تا ۱۸۵۷ میلادی سناتور ایالت نیویورک در سنای ایالات متحده آمریکا بود.